# Cua jezik
Cua jezik (ISO 639-3: cua; bòng mieu, bong miew), mon-khmerski jezik sjeveroistočne bahnarske skupine koji se zajedno s jezikom kayong [kxy] podklasificira podskupini cua-kayong. Njime govori oko 27 800 ljudi (1999 census) u južnovijetnamskim provincijama Quang Ngai i Quang Nam.
Postoje dva dijalekta kol (kor, cor, co, col, dot, yot) [cua-kol] i traw (tràu, dong) [cua-tra].

## Vanjske poveznice
- Ethnologue (14th)
- Ethnologue (15th)
- The Cua Language